# Kinokawa
Kinokawa (jap. 紀の川市 Kinokawa-shi) ist eine Stadt in der Präfektur Wakayama in Japan.

## Geographie
Kinokawa liegt östlich von Wakayama.

## Geschichte
Die Stadt Kinokawa wurde am 11. November 2005 aus den ehemaligen Gemeinden Uchita (打田町, -chō), Kokawa (粉河町, -chō), Naga (那賀町, -chō), Momoyama (桃山町, -chō) und Kishigawa (貴志川町, -chō) des Landkreises Naga gegründet.

## Verkehr
- Zug:
  - JR Wakayama-Linie

- Straße:
  - Nationalstraße 24, 424, 480

## Sehenswürdigkeiten
- Der Tempel Kokawa-dera (粉河寺), der dritte Tempel des Saigoku-Pilgerweges

## Söhne und Töchter der Stadt
- Hanaoka Seishū (1760–1835), Chirurg

## Weblinks

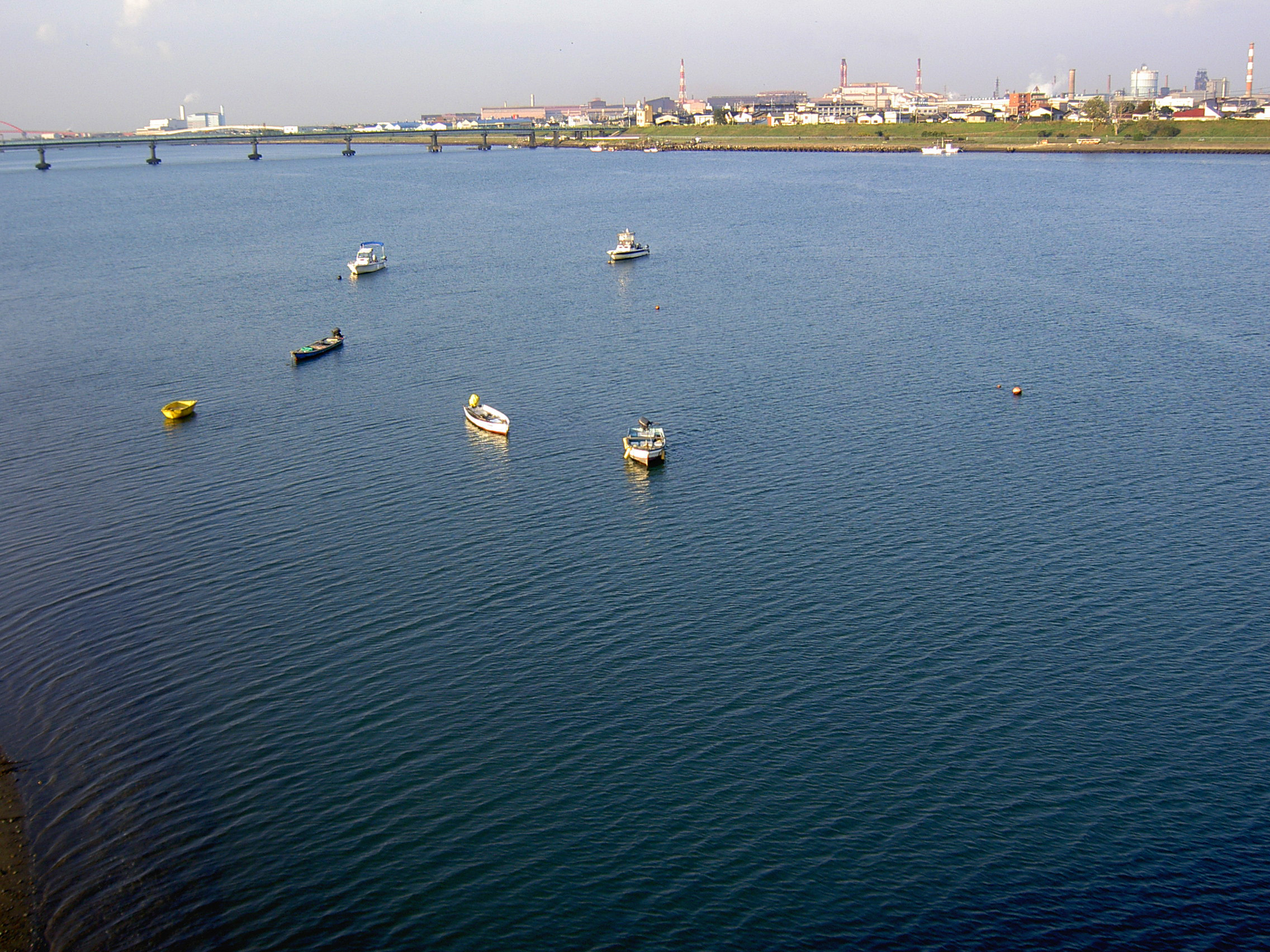
Der Fluss Kinokawa

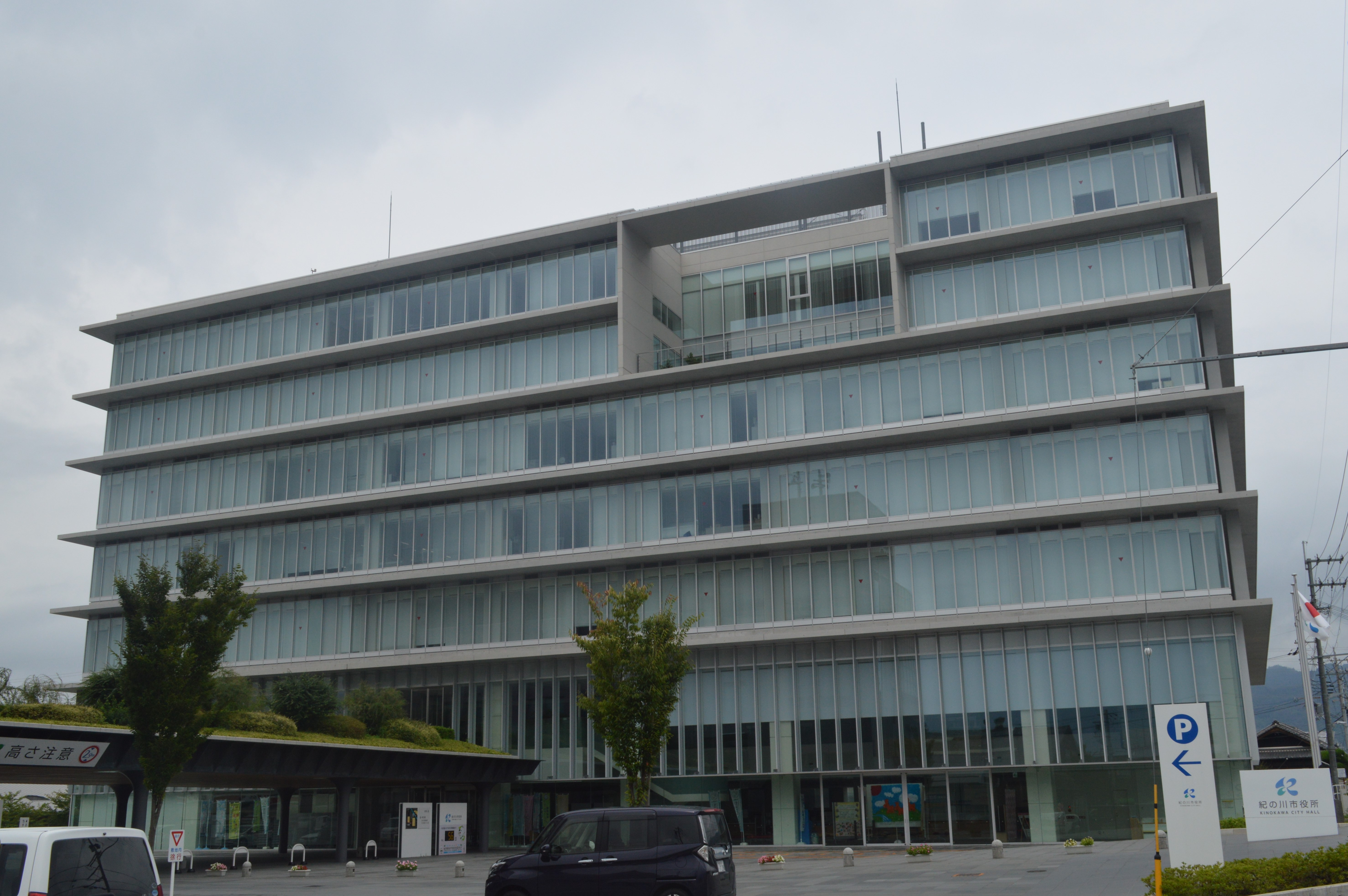
Rathaus von Kinokawa

## Angrenzende Städte und Gemeinden
- Präfektur Wakayama
  - Kainan
  - Iwade
  - Wakayama
  - Katsuragi
  - Kimino
- Präfektur Osaka
  - Sennan
  - Kaizuka
  - Izumisano